# Казахско-турецкие лицеи
Каза́хско-туре́цкие лице́и, Лице́и «Білім-Инновация» (каз. "БІЛІМ-ИННОВАЦИЯ" лицейлері, МФА: [bɘlɘm ɪnːɐˈvat͡sɨɪ̯ə lʲiˈt͡sejɘ]) — сеть школ для особо одарённых детей под руководством Международного общественного фонда «Bilim — Innovation» в Казахстане. Около 4000 учащихся КТЛ (БИЛ) становились победителями и призёрами международных интеллектуальных олимпиад. Лицеи дают образование на четырёх языках: казахский, русский, турецкий и английский. Многие лицеи делятся на мужские и женские.

## История
Первые лицей «БІЛІМ-ИННОВАЦИЯ» в Казахстане появились в 1992 году в городах Алма-Ате, Кокшетау и Кентау. Набор учеников начался (92-93-е годы) с 9 и 8 классов, однако уже через 2 года в это учебное заведение начали принимать, начиная с 7 класса. В 2016 году казахско-турецкие лицеи были переименованы в лицеи «Білім-инновация лицейi». Это событие было приурочено к 25-летию независимости Республики Казахстан.

## Список лицеев
1. Жамбылский областной казахско-турецкий лицей-интернат для одарённых мальчиков (ул. Сулейманова, 19)
2. Актюбинский казахско-турецкий лицей, улица Бр. Жубановых 263
3. Актюбинский казахско-турецкий лицей для девочек, улица Марьесева 81
4. Алма-Атинский казахско-турецкий лицей для девочек, Щепеткова 11
5. Алма-Атинский казахско-турецкий лицей для мальчиков, ул. Аксай-3 б, д. 27
6. Алма-Атинский казахско-турецкий колледж им. Сулеймана Демиреля, ул Торайгырова, д. 19.
7. Атырауский областной казахско-турецкий лицей для одарённых детей с интернатным учреждением, ул. Досмухамедова, д. 10.
8. Атырауский областной казахско-турецкий лицей для одарённых девочек с интернатным учреждением, ул. Адмирала Владимирского 28.
9. Аркалыкский Казахско-турецкий лицей для одарённых юношей, ул. Майлина (закрыт)
10. Астанинский Казахско-турецкий лицей для одарённых юношей, ул. Рыскулова, 14
11. Астанинский Казахско-турецкий лицей для девочек, 187 ул., 17
12. Астанинский казахско-турецкий лицей «Нұр Орда», улица Кошкарбаева, дом 34
13. Актауский Казахско-Турецкий Лицей, 30 микрорайон,180 дом
14. Жезказганский Казахско-Турецкий лицей интернат для одарённых детей, ул. Абая
15. Есикский Казахско-Турецкий лицей интернат для одарённых юношей, ул. Абая 98
16. Карагандинский Казахско-Турецкий лицей-интернат для одарённых детей № 1, ул. Актюбинская, 1 а
17. Карагандинский Казахско-турецкий лицей для одарённых девочек № 2, ул. Аманжолова 96а
18. Кентауский казахско-турецкий лицей-интернат для одарённых юношей № 3 ул. Момыш улы Б, 57
19. Костанайский казахско-турецкий лицей для одарённых детей, ул. Герцена, 31
20. Кызылординский казахско-турецкий лицей-интернат для одарённых детей № 9, ул. Султан-Бейбарыс
21. Кызылординский казахско-турецкий лицей для одарённых девочек № 10, ул. Султан-Бейбарыс
22. Кокшетауский казахско-турецкий лицей для мальчиков, ул. Акана-серы, 155А
23. Петропавловский казахско-турецкий лицей, ул. Ш. Уалиханова, 18
24. Павлодарский казахско-турецкий лицей для мальчиков, улица ак. Чокина, дом: 146
25. Павлодарский казахско-турецкий лицей для девочек, улица Камзина, дом: 69
26. Казахско-турецкий лицей,Город Семей, ул. Валиханова 206
27. Талгарский казахско-турецкий лицей (передан под управление диаспоре турок-месхетинцев по причине расторжения договора об управлении школы фондом. Школа сейчас не относится к фонду KATEV)
28. Талдыкорганский казахско-турецкий юношеский лицей, 7 мкр, 3
29. Туркестанский казахско-турецкий юношеский лицей № 3
30. Уральский Казахско-турецкий лицей, ул. Жасдаурен 3.
31. Казахско-турецкий лицей «NurOrda» (ул. Утепова, 18) в городе Усть-Каменогорск
32. Усть-Каменогорский казахско-турецкий лицей для одарённых юношей, ул. Лихарева, 5
33. Шымкентский казахско-турецкий лицей-интернат для одарённых девочек № 2, ул. Елшибек Батыра, б/н
34. Шымкентский Казахско-турецкий лицей-интернат для одарённых мальчиков № 1 ул. Адырбекова, 135
35. Жанаозенский казахско-турецкий лицей-интернат для одарённых мальчиков ул. Сарбопеева, 2/7
36. Областной многопрофильный полиязычный лицей для одаренных детей г. Экибастуза
37. Кульсаринский казахско-турецкий лицей для одарённых детей (Атырауская область, Жылыойский район)
38. Жылыой дарынды балаларга арналган лицей-интернат
39. Жамбылский казахско-турецкий лицей для одаренных девочек имени Айша-биби
40. Экибастузский казахско-турецкий лицей-интернат для одарённых мальчиков (ул. М. Жусупа, 97)
41. IT школа-лицей Білім-Инновация (Микрорайон Горный, 28, Щучинск, Бурабайский район, Акмолинская область)
42. Арысский казахско-турецкий лицей-интернат для одарённых мальчиков (ул. А. Байтурсынова 141, Туркестанская область)
43. Жамбылский казахско-турецкий колледж-интернат (JIHC) ул. Пушкина 154

## KATEV
Международный общественный фонд «KATEV» был создан в 1997 году на основе соглашения между Казахстаном и Турцией в 1992 году для координации работы учреждений образования с турецкой стороны. Под руководством Международного общественного фонда «KATEV» находятся: 28 казахско-турецких лицеев, университет имени Сулеймана, Jambyl Innovation High College (powered by SDU) в городе Тараз, Лицей имени Сулеймана Демиреля, международные школы «SPECTRUM» и «GALAXY».
Фонд был преобразован и получил название Международный общественный фонд «БІЛІМ-ИННОВАЦИЯ». На данный момент главой попечительского фонда является министр образования и науки Республики Казахстан. Все частные школы находятся под управлением другого фонда — Международный общественный фонд «БІЛІМ-ОРДА». Оба фонда возглавляют граждане Казахстана. В школах фондов работают преподаватели из более чем 10 стран, среди которых Великобритания, Индия, Австралия, ЮАР, Чили. Всего в заведениях «Білім-инновация» трудятся 1200 преподавателей, более 90 % — граждане Казахстана.
МОФ «БІЛІМ-ИННОВАЦИЯ» финансируется государственным и местными бюджетами. Тогда как МОФ «БІЛІМ-ОРДА» существует на заработанные средства. Финансирование от иностранных стран не имеет факта, так же, как и финансовые средства фондов не покидают Казахстана, а идут на развитие материально-технической базы, учебно-методических материалов и профессиональных навыков сотрудников школ, функционирующих под управлением фондов.
В школы фондов ведется строгий отбор на конкурсной основе, в 2017 при поступлении в лицеи на одно место претендовали 25 кандидатов.

## Турецкие лицеи в других странах
Турецкие лицеи действуют также в других тюркоязычных и мусульманских странах. В 1999 году Ташкент закрыл все турецкие лицеи в стране, после того как отношения с Анкарой ухудшились. В Кыргызстане имеется около 25 турецких школ, включая лицеи и два университета. В Таджикистане таких учреждений шесть.
Турецкие лицеи в Азербайджане тоже закрылись по политическим причинам в угоду руководству Турецкой Республики. В Гагаузии открыт молдаво-турецкий лицей. В Пакистане их число 7. В Афганистане действует с 1933 года один лицей. В Монголии в городе Улгий есть монгол-турецкий лицей. Турецкие школы имеются в 170 странах мира. В США их около 300 школ, так называемые чартерз скул.

### Россия
В Татарстане было 7 татарско-турецких лицеев: 3 в Казани и по одному — в Альметьевске, Бугульме, Набережных Челнах и Нижнекамске. В Челябинске, Санкт-Петербурге, Абакане, Москве, Улан-Удэ, Черкесске были лицеи. В Республике Башкортостан — четыре (Уфа, Стерлитамак, Нефтекамск и Сибай). В Чувашии с 1993 года действовал лицей в Чебоксарах. По одному лицею открывались в Карачаево-Черкесии и Туве. В Якутии (Республика Саха) — Саха-турецкий анатолийский колледж в городе Якутске. В Дагестане — колледжи и лицеи в Махачкале, Дербенте и селе Буглеи Буйнакского района. Один лицей работает в Астрахани. Лицеи разделялись по гендерному принципу. В одних учились мальчики, в других девочки. Дети учились и жили в стенах лицея. Часть лицеев закрыли в 2003 году. В 2008 году турецкие лицеи по всей России были закрыты, кроме Татарстана. Лицеи были переименованы, большую часть преподавательского состава была поменена. Нынешние руководители лицеев отрицают контакты с фондами Гюлена.

## Известные выпускники
- Багдат Мусин — Министр цифрового развития, инноваций и аэрокосмической промышленности Республики Казахстан,
- Саясат Нурбек — Министр науки и высшего образования Республики Казахстан.

## Критика
Политики, а также многие ученые и журналисты подозревают, что в программе этих учреждений насаждают протюркские и религиозные идеи, которые могут поставить под угрозу светские режимы.

### Со стороны Турции
Чрезвычайный и полномочный посол Турецкой Республики Невзат Уянык призвал власти принять меры в отношении казахстанско-турецких лицеев. Кроме того, Невзат Уянык прокомментировал, какие учебные заведения на территории Казахстана были открыты при поддержке турецких властей: «Учебные заведения, которые работают на территории Республики Казахстан и используют название „казахско-турецкая школа“ или „казахско-турецкий лицей“, не имеют никакого отношения к государственным органам нашей страны».